# 마티 반하넨
마티 타넬리 반하넨(핀란드어: Matti Taneli Vanhanen, 1955년 11월 4일 ~ )은 핀란드의 정치인이다. 2003년 ~ 2010년 총리로 재직했다.
헬싱키 대학교에서 정치학을 전공했으며, 젊은 시절 중도당 청년 조직에서 활동했다. 에스포 시의회 의원으로 일했고, 지역 신문 편집자로 활동했다. 1991년 국회의원으로 선출되었다. 주로 주로 국방·외교·환경 분야에서 활동했다. 2003년 안넬리 예텐메키 내각에서 국방 장관으로 임명되었고, 예텐메키 총리가 6월 24일 사임하면서 후임 총리로 뽑혔다. 2006년 타르야 할로넨 대통령에 맞서 대통령 선거에 출마했으나, 1차 투표에서 3위에 그쳐 2차 투표에 나가지 못했다. 2007년 총선에서 근소한 차로 중도당은 제 1당을 유지했으며, 연정 대상이었던 사회민주당은 의석을 많이 잃었다. 이에 그는 좌파의 사회민주당을 빼고 중도 우파를 위주로 한 새 내각을 구성하였다. 건강상의 이유로 2009년 12월, 사임 의사를 밝혀 2010년 당대표 경선에 출마하지 않을 예정이라고 밝혔으나, 실제로는 선거 자금과 관련된 논란이 있었던 것으로도 알려져 있다. 2010년 6월 18일 사직서를 제출, 마리 키비니에미 대표가 새 정부를 구성하여 6월 22일 총리직을 인계하였다
2008년 6월 핀란드 총리로는 처음으로 대한민국을 방문하여 이명박 대통령과 한승수 총리를 만났다.

## 역대 선거 결과
| 선거명      | 직책명          | 대수 | 정당          | 득표율 | 득표수    | 결과 | 당락 |
| ----------- | --------------- | ---- | ------------- | ------ | --------- | ---- | ---- |
| 2006년 선거 | 핀란드의 대통령 | 11대 | 핀란드 중앙당 | 18.63% | 561,990표 | 3위  | 낙선 |
| 2018년 선거 | 핀란드의 대통령 | 12대 | 핀란드 중앙당 | 4.09%  | 122,383표 | 5위  | 낙선 |